# Stazione di Heerlen
La stazione di Heerlen è la principale stazione ferroviaria di Heerlen, Paesi Bassi.